# 6953 Davepierce
6953 Davepierce este un asteroid din centura principală de asteroizi.

## Descriere
6953 Davepierce este un asteroid din centura principală de asteroizi. A fost descoperit pe 1 august 1986 la Observatorul Palomar de Eleanor Francis Helin. Asteroidul prezintă o orbită caracterizată de o semiaxă mare de 3,12 ua, o excentricitate de 0,18 și o înclinație de 1,7° în raport cu ecliptica.